# Ferdinand Laloue
Ferdinand Laloue (1794 – Passy, 27 settembre 1850) è stato un drammaturgo, librettista e impresario teatrale francese.

## Biografia
Amministratore del Teatro du Cirque-Olympique, era il direttore dell'Hippodrome e del teatro dei Délassements comiques. Le sue pièces, ben finanziate e dotate di sontuosi apparati, furono rappresentate sui maggiori palcoscenici parigini (Théâtre des Folies-Dramatiques, Théâtre de la Porte Saint-Martin, Théâtre du Châtelet, Théâtre des Variétés).
Nel gennaio 1836, Ferdinand Laloue sposa Honorine Désirée Potier, figlia dell'attore Charles-Gabriel Potier (1774-1837), da cui avrà una figlia, Marthe-Jeanne nata nel settembre 1840.
È morto il 27 settembre 1850.

## Opere
- 1821: Le Fort de la halle, vaudeville in 1 atto, con Michel-Nicolas Balisson de Rougemont e Pierre Carmouche;
- 1821: Le Petit Georges, ou la Croix d'honneur, commedia in 1 atto;
- 1822: La Bataille de Bouvines, ou le Rocher des tombeaux, mimodramma in 3 atti, con René Perin;
- 1822: L'Arabe hospitalier, melodramma in 1 atto;
- 1822: La diligence attaquée, ou L'auberge des Cévennes, con Constant Ménissier e Ernest Renaud;
- 1822: La Fille à marier ou La Double éducation, commedia-vaudeville in 1 atto, con Ménissier e Amable de Saint-Hilaire;
- 1822: La guerre ou la parodie de la paix, tragedia burlesca in 5 atti e in versi, con Emmanuel Théaulon e Armand d'Artois;
- 1822: L'Oiseleur et le pêcheur, ou la Bague perdue, vaudeville in 1 atto, con Carmouche e Xavier B. Saintine;
- 1822: La Réconciliation, ou la Veille de la Saint-Louis, tableau-vaudeville in 1 atto, con Carmouche e Frédéric de Courcy;
- 1823: Les deux forçats, folie in 1 atto, con Ménissier e Renaud;
- 1823: Les Invalides, ou Cent ans de gloire, tableau militare in 2 atti, con distici, con Jean-Toussaint Merle, musica di Alexandre Piccinni;
- 1823: Le Dévouement filial, ou Marseille in 1720, mimo-dramma in 1 atto, con Henri Simon;
- 1823: Le Fermier d'Arcueioisl, vaudeville in 1 atto, con Nicolas Brazier e Carmouche;
- 1823: Le Roulier, mimodramma in 3 atti, con Ménissier e Saint-Hilaire;
- 1823: Les Marchands forains, ou le Mouton, vaudeville in 1 atto;
- 1823: La Saint-Louis au bivouac, scene militari, intervallate a distici, con Merle e Simon;[3],
- 1824: Le commissionnaire, con Pierre-Jean Aniel, Eugène Cantiran de Boirie e Ménissier;
- 1824: Le Conscrit, vaudeville in 1 atto, con Merle e Antoine Simonnin;
- 1824: L'homme de 60 ans ou la petite entêtée, commedia vaudeville in 1 atto, con Armand d'Artois e Simonnin;
- 1824: Melmoth, ou l'Homme errant, mimo-dramma in 3 atti, con Saint-Hilaire;
- 1824: Le Porteur d'eau, mimodramma in 3 atti, con Théaulon e Simonnin;
- 1824: Le soldat et le perruquier, commedia-vaudeville in 1 atto, con Balisson de Rougemont e Simonnin;
- 1824: La Saint-Louis des artistes, ou la Fête du Salon, vaudeville in 1 atto, con Simonnin e Merle;[4]
- 1825: Les Deux cousins, commedia-vaudeville in 3 atti, con Paul Duport e Saint-Hilaire;
- 1825; Monsieur Charles, ou Une matinée à Bagatelle, commedia-vaudeville in 1 atto, con Merle;
- 1825: Le Valet in bonne fortune, ou les Amies de pension, commedia in 1 atto, con Simonnin;
- 1825: L'Ami intime, commedia in un atto, con Théaulon e Armand d'Artois, pubblicata nel 1828;[5]
- 1826: L'Égoïste par régime, commedia-vaudeville in 1 atto, con Charles de Longchamps;
- 1825: Le Vieillard d'Ivry, ou 1590 et 1825, vaudeville in 2 quadri, con Marc-Antoine Madeleine Désaugiers, Jean Coralli e Merle;
- 1826: Le Prisonnier amateur, commedia con Armand d'Artois, Alexis Decomberousse e Frédérick Lemaître;
- 1826: Le Vieux pauvre, ou le Bal et l'incendie, mélodramma in 3 atti e à grand spectacle, con Charles Dupeuty e Ferdinand de Villeneuve;
- 1827: Le Bon père, commedia in 1 atto, con Armand e Achille d'Artois;
- 1828: Le Cousin Giraud, commedia-vaudeville in 1 atto, con Dupeuty e Simonnin;
- 1829: L'Éléphant du roi de Siam, pièce in 3 atti e 9 parti, con Léopold Chandezon, musica di Sergent;[6]
- 1830: La prise de la Bastille; Passage du Mont Saint-Bernard, con Théodore Nézel;
- 1830: L'Empereur, eventi storici in 5 atti e 18 quadri, con Franconi e Auguste Lepoitevin de L'Égreville;
- 1831: Les Lions de Mysore, pièce in 3 atti e in 7 quadri, con Henry Villemot;
- 1831: Mingrat, mélodramma in 4 atti, con Villemot;
- 1837: Dgenguiz-Khan ou La conquête de la Chine, dramma in 3 atti, con Auguste Anicet-Bourgeois;
- 1838: Le géant ou David et Goliath, pièce biblica in 4 atti e 9 quadri, con Bourgeois;
- 1838: Le Sac à charbon, ou le Père Jean, commedia-vaudeville in 1 atto, con Carmouche;
- 1839: Le Lion du désert, pièce in 3 atti e 6 quadri, con Fabrice Labrousse;
- 1839: Bélisario, ou L'opéra impossible, con Carmouche;
- 1839: Le Bambocheur, vaudeville in 1 atto, con Carmouche;
- 1839: Les Pêcheurs du Tréport, vaudeville in 1 atto, con Bourgeois;
- 1839: Les Pilules du diable, féerie in 3 atti e 20 quadri, con Bourgeois;
- 1839: L'Uniforme du grenadier, tableau militare in 1 atto, con de Courcy;
- 1840: Le mirliton enchanté, féerie in 5 atti, con Bourgeois;[7]
- 1840: L'orangerie de Versailles, commedia vaudeville in 3 atti, con Bourgeois;
- 1840: Mazagran, bulletin de l'armée d'Afrique, pièce in 3 atti, con Charles Desnoyer;
- 1840: La Ferme de Montmirail (épisodes de 1812 à 1814), pièce militare in 3 atti e 4 quadri, con Labrousse;
- 1841: Le Dernier vœu de l'Empereur, 5 quadri, con Labrousse;
- 1841: Anita la bohémienne, vaudeville in 3 atti, con Carmouche;
- 1841: Le Marchand de bœufs, vaudeville in 2 atti, con Bourgeois;
- 1841: M. Morin, vaudeville in 1 atto, con Labrousse;
- 1841: Murat, pièce in 3 atti e 14 quadri, con Labrousse;
- 1841: Pauline ou Le Châtiment d'une mère, dramma in 3 atti, con Labrousse;
- 1842: Le Prince Eugène et l'Impératrice Joséphine, dramma in 3 atti, con Labrousse;
- 1842: Le Chien des Pyrénées, pièce in 2 atti e 6 quadri, con Labrousse;
- 1842: Un rêve de mariée, vaudeville in 1 atto, con Bourgeois;
- 1843: Don quichotte et Sancho Pança, pièce in 2 atti e 13 quadri, con Bourgeois;
- 1843: Le Palais-royal et la Bastille, dramma-vaudeville in 4 atti, con Labrousse;
- 1843: Brisquet ou L'héritage de mon oncle, con Nézel;
- 1843: Le Vengeur, action navale de 1794, pièce in 3 atti, con Labrousse;
- 1844: La Corde de pendu, féerie in 3 atti e 19 quadri, con Bourgeois;
- 1845: L'Empire, pièce in 3 atti e 18 quadri, con Labrousse;
- 1849: Louis XVI et Marie-Antoinette, dramma in 6 atti e 10 quadri, con Labrousse;
- 1849: Rome, dramma à grand spectacle in 5 atti e 12 quadri, con Labrousse;